# Molophilus (Molophilus) propinquus debilispinus
Molophilus (Molophilus) propinquus debilispinus is een ondersoort van de tweevleugelige Molophilus (Molophilus) propinquus uit de familie steltmuggen (Limoniidae). De ondersoort komt voor in het Palearctisch gebied.